# Grinăuți-Moldova, Ocnița
Grinăuți-Moldova este satul de reședință al comunei cu același nume  din raionul Ocnița, Republica Moldova.

## Demografie

### Structura etnică
Structura etnică a satului conform recensământului populației din 2004:
| Grup etnic         | Populație | % Procentaj |
| ------------------ | --------- | ----------- |
| Moldoveni / Români | 870       | 97,98%      |
| Ucraineni          | 12        | 1,35%       |
| Ruși               | 4         | 0,45%       |
| Bulgari            | 1         | 0,11%       |
| Alții              | 1         | 0,11%       |
| Total              | 888       | 100%        |